# جورج مور (فارس)
جورج مور (بالإنجليزية: George Moore)‏ هو فارس أسترالي، ولد في 5 يوليو 1923 في ماكاي في أستراليا، وتوفي في 8 يناير 2008 في سيدني في أستراليا بسبب مرض آلزهايمر.

## وصلات خارجية
قالب:شخصية بي بي سي الرياضة نجم الرياضة العالمية لهذا العام